# Хатем Бен Арфа
Хатем Бен Арфа (фр. Hatem Ben Arfa, арап. حاتم بن عرفة; Кламар, 7. март 1987) бивши је француски фудбалер који је играо у везном реду на позицијама крила и офанзивног везног играча.
Након седам сезона у Француској и пробијањем у Лиону, са којим је освојио четири титуле првака Француске, и Марсељу, наредне четири сезоне провео је у Њукасл јунајтеду с тим што је последњу сезону провео на позајмици Хал Ситију. Након тога је потписао уговор са Ницом где је скренуо пажњу на себе са постигнутих 17 голова у сезони што је довело до тога да пређе у Париз Сен Жермен где је провео две сезоне од којих је играо само током прве. То је проузроковало његов трансфер у Рен са којим је против бившег клуба освојио Куп Француске. У 2020. години је провео шест месеци у Ваљадолиду, а од наредне сезоне је заиграо за Бордо.
За репрезентацију Француске је од 2007. до 2015. наступио 15 пута и дао два гола. Играо је на Европском првенству 2012.

## Трофеји

### Клупски
Лион
- Прва лига Француске: 2004/05, 2005/06, 2006/07, 2007/08.
- Куп Француске: 2007/08.
- Суперкуп Француске: 2005, 2006, 2007.

Марсељ
- Прва лига Француске: 2009/10.
- Лига куп Француске: 2009/10.
- Суперкуп Француске: 2010.

Париз Сен Жермен
- Куп Француске: 2016/17.
- Лига куп Француске: 2016/17.
- Суперкуп Француске: 2016.

Рен
- Куп Француске: 2018/19.

### Репрезентативни
Француска до 17 година
- Европско првенство до 17 година: 2004.

### Индивидуални
- Млади играч године Прве лиге Француске: 2007/08.[5]
- Играч месеца Прве лиге Француске: фебруар 2010.[6]
- Тим године Прве лиге Француске: 2015/16.[7]